# Hala Koncertowa im. Vatroslava Lisinskiego w Zagrzebiu

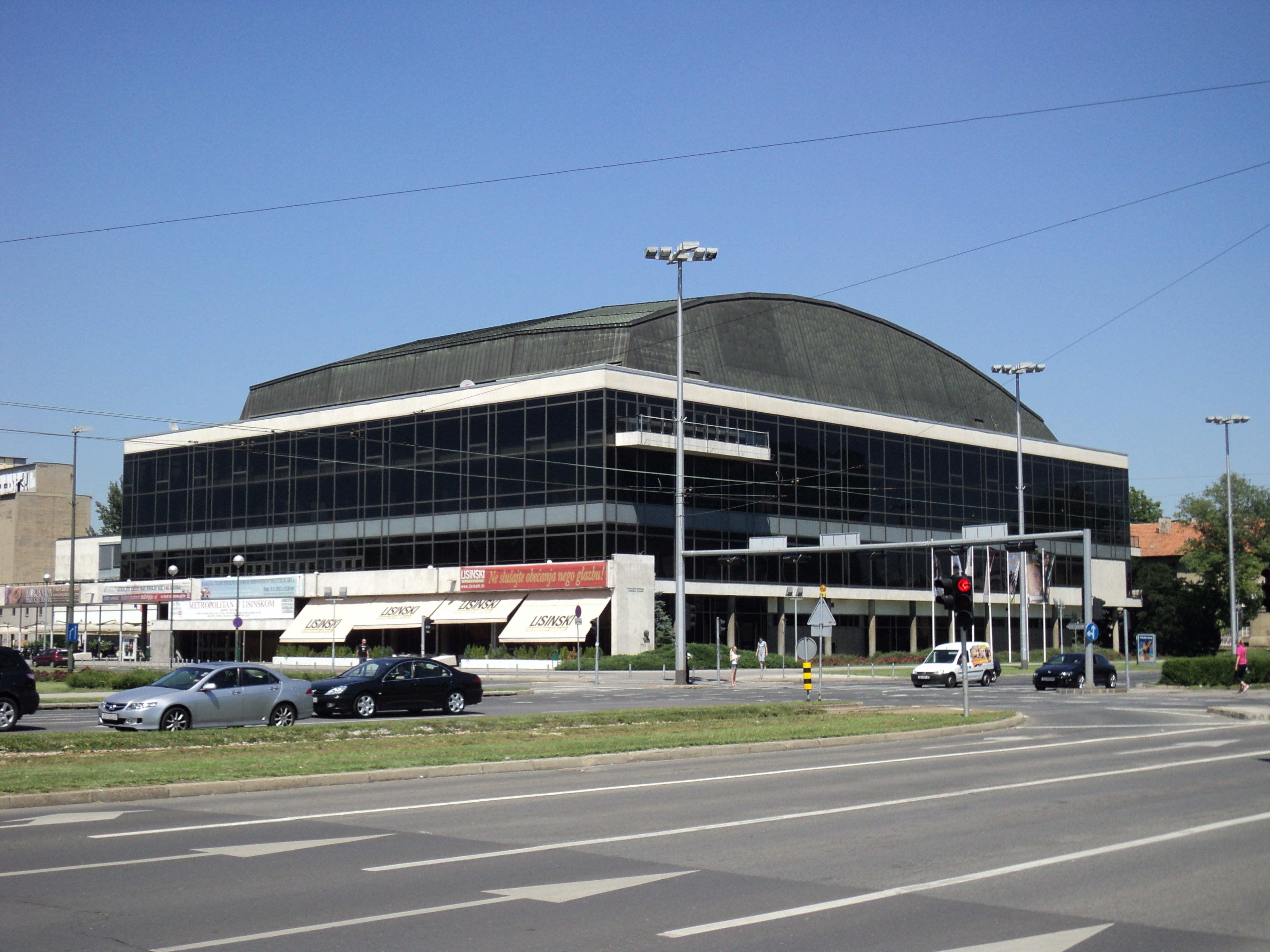
Hala w lipcu 2012

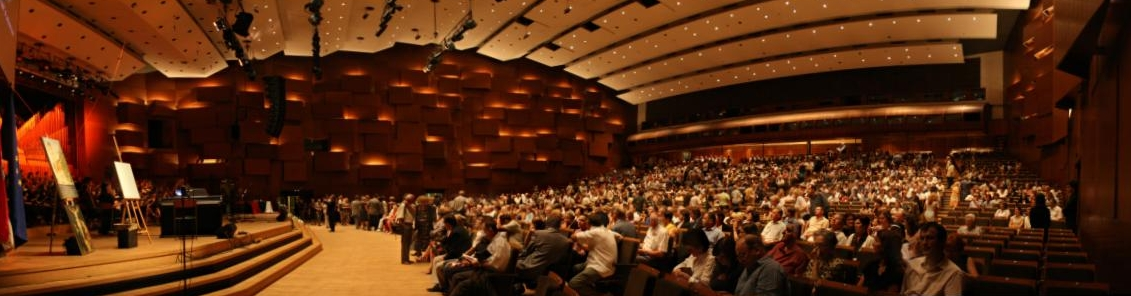
Duża sala

Hala koncertowa im. Vatroslava Lisinskiego (chorw. Koncertna dvorana Vatroslava Lisinskog) – hala koncertowa w Zagrzebiu. Budynek składa się z dwóch hal: głównej o powierzchni 2360m² na 1841 miejsc siedzących i mniejszej o powierzchni 360m² na 305 miejsc siedzących. Duże lobby pełni również funkcję powierzchni wystawienniczej.
Decyzja o budowie nowej wielofunkcyjnej hali w Zagrzebiu została podjęta w 1957 roku. Konkurs na projekt wygrał zespół architektów pod kierownictwem Marijana Haberle. Budowa rozpoczęła się w 1961 roku, lecz powodzie i trudności finansowe przesunęły termin ukończenia na następną dekadę. Hala została ostatecznie otwarta 29 grudnia 1973 roku. 
Sala koncertowa zorganizowała szereg koncertów muzyków wszystkich gatunków; służy jako scena dla występów muzyki klasycznej, opery, baletu i teatru, a także wielu międzynarodowych kongresów i konwencji. W ciągu pierwszych trzydziestu lat działalności halę odwiedziło 10 milionów zwiedzających. W 2007 roku zorganizowano łącznie 450 różnych pokazów, które odnotowały ponad 760 000 odwiedzających. 
W 1990 roku odbył się tu 35. Konkurs Piosenki Eurowizji. W 1992 roku całkowicie wymieniono miedziane pokrycie dachu hali. Dalsze prace rekonstrukcyjne i remontowe przeprowadzono w latach 1999 i 2009.